# Yūsha Party o Tsuihō Sareta Shiro Madōshi, S-Rank Bōkensha ni Hirowareru
«Yūsha Party o Tsuihō Sareta Shiro Madōshi, S-Rank Bōkensha ni Hirowareru: Kono Shiro Madōshi ga Kikakugai Sugiru» (яп. 勇者パーティーを追放された白魔導師、Sランク冒険者に拾われる ～この白魔導師が規格外すぎる～, Yūsha Pātī o Tsuihō Sareta Shiro Madōshi, Esuranku Bōkensha ni Hirowareru: Kono Shiro Madōshi ga Kikakugai Sugiru, «Білий маг, якого вигнали з групи героя, був підібраний S-ранговим авантюристом: Цей білий маг надто неординарний!») серія ранобе, написана Сорою Суйґецу та проілюстрована DeeCHA. Серіалізація розпочалася онлайн у березні 2020 року на вебсайті Shōsetsuka ni Narō. Згодом її придбало видавництво Futabasha, яке з листопада 2020 року опублікувало сім томів під своїм імпринтом M Novels. Манґа-адаптація з ілюстраціями Васабі Мукуно публікується онлайн на вебсайті Gaugau Monster видавництва Futabasha з січня 2021 року і зібрана у вісім томів танкобонів. Аніме-телесеріал, створений студією Felix Film, прем'єра якого запланована на липень 2025 року.

## Персонажі

### Головні персонажі
Лойд (яп. ロイド, Roido)
Сейю: Ґакуто Кадзівара
Юї (яп. ユイ)
Сейю: Ріна Хідака
Сіліка (яп. シリカ, Shirika)
Сейю: Харука Шіраіші
Кросс (яп. クロス, Kurosu)
Сейю: Дайсуке Хіросе
Даґґерс (яп. ダッガス, Daggasu)
Сейю: Юічіро Умехара

### Група героя
Аллен (яп. アレン, Aren)
Сейю: Рьохей Кімура
Ліна (яп. リナ, Rina)
Сейю: Юї Ішікава
Мія (яп. ミイヤ, Mīya)
Сейю: Мізукі Мано
Лулу (яп. ルル, Ruru)
Сейю: Аяка Нанасе
Шіна (яп. シーナ, Shīna)
Сейю: Саеко Окі
Вілл (яп. ウィル, Uiru)
Сейю: Тошікі Масуда
Рьоен (яп. リョウエン)
Сейю: Нічіка Оморі

## Медіа

### Ранобе
Написана Сорою Суйґецу, серія «Yūsha Party o Tsuihō Sareta Shiro Madōshi, S-Rank Bōkensha ni Hirowareru: Kono Shiro Madōshi ga Kikakugai Sugiru» почала публікуватися 12 березня 2020 року на вебсайті Shōsetsuka ni Narō. Згодом її придбало видавництво Futabasha, яке 30 листопада 2020 року розпочало публікацію серії з ілюстраціями DeeCHA під своїм імпринтом ранобе M Novels. Станом на листопад 2024 року було випущено сім томів (включаючи два томи, опубліковані лише в цифровому форматі).
| № | Дата виходу                   | ISBN                   |
| - | ----------------------------- | ---------------------- |
| 1 | 30 листопада 2020             | ISBN 978-4-575-24350-5 |
| 2 | 28 травня 2021                | ISBN 978-4-575-24408-3 |
| 3 | 29 листопада 2021             | ISBN 978-4-575-24468-7 |
| 4 | 29 липня 2022                 | ISBN 978-4-575-24548-6 |
| 5 | 30 березня 2023               | ISBN 978-4-575-24616-2 |
| 6 | 29 лютого 2024 (Е-видання)    | —                      |
| 7 | 29 листопада 2024 (Е-видання) | —                      |

### Манґа
Манґа-адаптація з ілюстраціями Васабі Мукуно почала серіалізацію на вебсайті Gaugau Monster видавництва Futabasha 22 січня 2021 року. Станом на листопад 2024 року глави манґи були зібрані у вісім томів танкобонів.
| № | Дата виходу       | ISBN                   |
| - | ----------------- | ---------------------- |
| 1 | 28 травня 2021    | ISBN 978-4-575-41240-6 |
| 2 | 30 листопада 2021 | ISBN 978-4-575-41327-4 |
| 3 | 30 травня 2022    | ISBN 978-4-575-41427-1 |
| 4 | 30 листопада 2022 | ISBN 978-4-575-41537-7 |
| 5 | 30 травня 2023    | ISBN 978-4-575-41656-5 |
| 6 | 30 листопада 2023 | ISBN 978-4-575-41777-7 |
| 7 | 30 травня 2024    | ISBN 978-4-575-41896-5 |
| 8 | 29 листопада 2024 | ISBN 978-4-575-42028-9 |
| 9 | 30 травня 2025    | ISBN 978-4-575-42158-3 |

### Аніме
Аніме-адаптацію було анонсовано 29 липня 2024 року. Пізніше було підтверджено, що це буде телевізійний серіал, створений студією Felix Film під режисурою Хіроші Тамади, за композицію серіалу відповідав Акіхіко Інарі, дизайн персонажів розробив Юта Іто, а музику написали Хіроакі Цуцумі та Цубаса Ханда. Прем'єра запланована на 10 липня 2025 року на Tokyo MX та інших каналах, з попереднім стрімінговим випуском за п'ять днів до того. Відкриваюча тема — «Junjō de Are» (Будь щирим) у виконанні Ґакуто Кадзівари як головного героя Лойда, тоді як закриваюча тема — «Hikaru Sasu Tobira» (Двері, що пропускають світло) у виконанні ChouCho. Crunchyroll транслюватиме серіал.